# Сэндмен
Джеймс Фуллингтон (англ. James Fullington, род. 19 июня 1963, Филадельфия, Пенсильвания), более известный под именем Сэ́ндмен (англ. The Sandman) — американский рестлер, наиболее известный по своей карьере в Extreme Championship Wrestling (ECW), где он сформировал образ курящей и пьющей «иконы хардкора» и рекордные пять раз становился чемпионом мира ECW в тяжелом весе. Он также выступал в World Championship Wrestling, Total Nonstop Action Wrestling и World Wrestling Entertainment. В настоящее время работает в промоушенах INDY

## Титулы и достижения

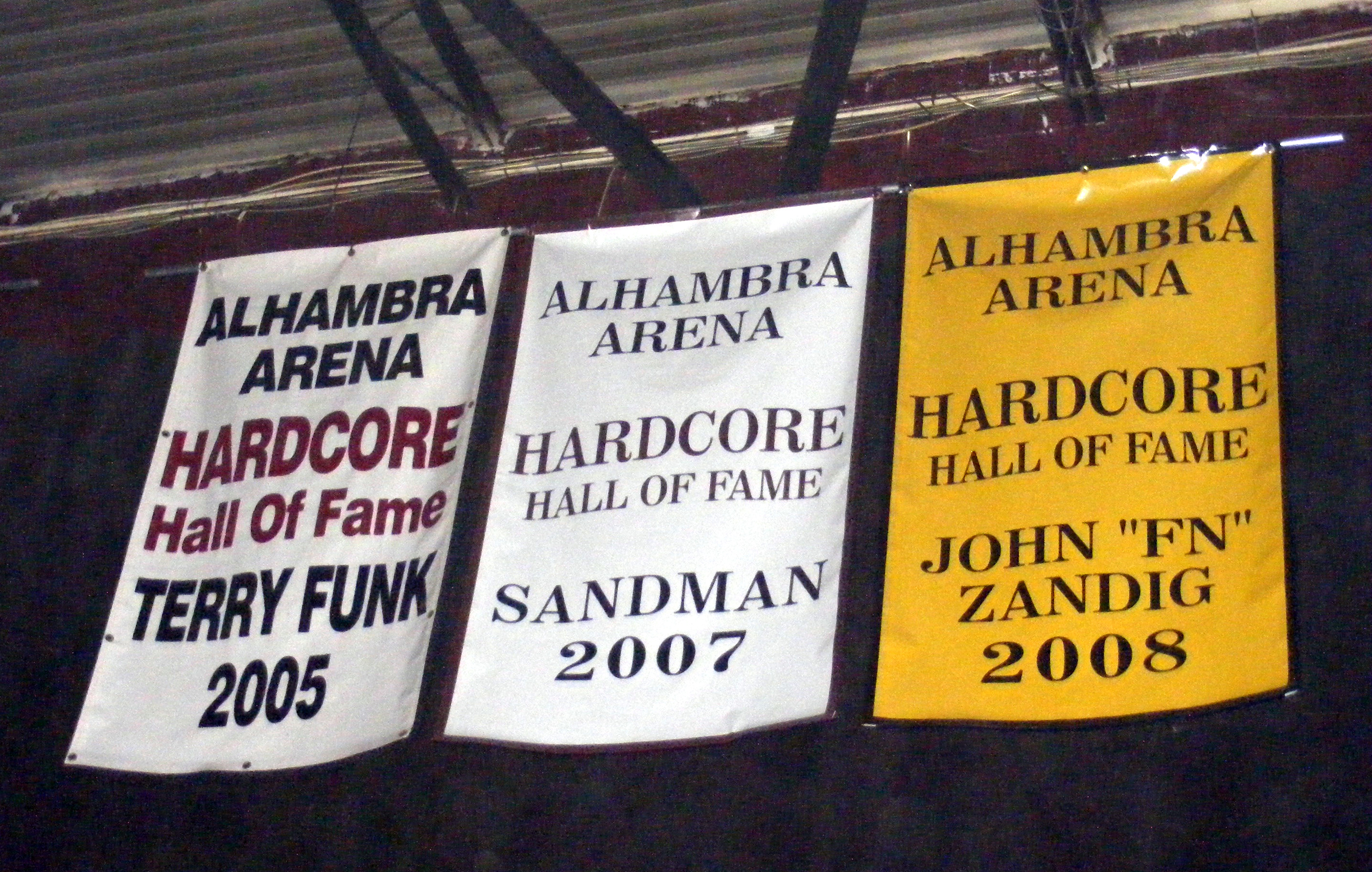
Баннер Сэндмена в Зале славы хардкора на бывшей арене ECW

- All Entertainment Action Wrestling
  - Американский чемпион в тяжелом весе AEAW (2 раза)
  - Чемпион AEAW по хардкорному рестлингу (1 раз)
- DDT Pro-Wrestling
  - Чемпион железных людей в хеви-металлическом весе (1 раз)[2]
- Eastern Championship Wrestling / Extreme Championship Wrestling
  - Чемпион мира ECW в тяжёлом весе (5 раз)
  - Командный чемпион мира ECW (1 раз) — с 2 Колд Скорпио
- Frontier Martial-Arts Wrestling
  - Командный чемпион мира WEW (1 раз) — с Кодо Фуюки
- Future of Wrestling
  - Хардкорный чемпион FOW (1 раз)
- Зал славы хардкора
  - С 2007 года[3]
- International Wrestling Cartel
  - Чемпион мира IWC в тяжёлом весе (1 раз)
- Pro Wrestling Illustrated
  - № 60 в топ 500 рестлеров в рейтинге PWI 500 в 1995[4]
- Stars and Stripes Championship Wrestling
  - Чемпион SSCW в тяжёлом весе (1 раз)[5]
- Total Nonstop Action Wrestling
  - Турнир Hard 10 (2003)
- USA Pro Wrestling
  - Чемпион Соединённых Штатов USA Pro (1 раз)[6]
- Universal Wrestling Federation
  - Универсальный чемпион в тяжелом весе UWF (1 раз)
- Westside Xtreme Wrestling
  - Хардкорный чемпион wXw (1 раз)[7]
- Xtreme Pro Wrestling
  - Чемпион «Король матчей смерти» XPW (1 раз)